# Bracknell (Tasmania)
Bracknell – miasto w Australii, na Tasmanii.